# 白木勇
白木 勇（しらき ゆう、1945年2月15日 - ）は日本の最高裁判所判事。愛知県出身。

## 略歴
東海高等学校、東京大学法学部卒業後は1968年（昭和43年）4月に第22期司法修習生、1970年（昭和45年）4月8日に東京地方裁判所判事補任官。判事補任官以降の経歴は以下の通り。
- 1970年（昭和45年）4月8日 - 1972年（昭和47年）4月14日：東京地方裁判所判事補[2]
- 1972年（昭和47年）4月15日 - 1975年（昭和50年）7月31日：最高裁判所事務総局刑事局付・東京地方裁判所判事補[2]
- 1975年（昭和50年）8月1日 - 1977年（昭和52年）3月31日：新潟簡易裁判所判事、新潟家庭裁判所・新潟地方裁判所判事補[2]
- 1977年（昭和52年）4月1日 - 1978年（昭和53年）3月31日：新潟簡易裁判所判事、新潟地方裁判所・新潟家庭裁判所判事補[2]
- 1978年（昭和53年）4月1日 - 1980年（昭和55年）4月7日：東京簡易裁判所判事、東京地方裁判所判事補[2]
- 1980年（昭和55年）4月8日 - 1981年（昭和56年）3月31日：東京地方裁判所判事[2]
- 1981年（昭和56年）4月1日 - 1984年（昭和59年）3月31日：名古屋地方裁判所判事[2]
- 1984年（昭和59年）4月1日 - 1986年（昭和61年）4月6日：司法研修所教官[2]
- 1986年（昭和61年）4月7日 - 1987年（昭和62年）3月31日：最高裁判所刑事局第二課長[2]
- 1987年（昭和62年）4月1日 - 1989年（平成元年）11月9日：最高裁判所刑事局第一課長兼第三課長[2]
- 1989年（平成元年）11月10日 - 1991年（平成3年）3月31日：東京地方裁判所判事[2]
- 1991年（平成3年）4月1日 - 1991年（平成3年）7月17日：東京地方裁判所部総括判事[2]
- 1991年（平成3年）7月18日 - 1995年（平成7年）4月2日：最高裁判所秘書課長兼広報課長[2]
- 1995年（平成7年）4月3日 - 1997年（平成9年）8月3日：最高裁判所上席調査官[2]
- 1997年（平成9年）8月4日 - 2001年（平成13年）9月15日：最高裁判所刑事局長兼図書館長[2]
- 2001年（平成13年）9月16日 - 2002年（平成14年）11月14日：水戸地方裁判所所長[2]
- 2002年（平成14年）11月15日 - 2006年（平成18年）10月15日：東京高等裁判所部総括判事（第11刑事部）[2]
- 2006年（平成18年）10月16日 - 2007年（平成19年）12月16日：東京地方裁判所所長[2]
- 2007年（平成19年）12月17日 - 2008年（平成20年）11月24日：広島高等裁判所長官[2]
- 2008年（平成20年）11月25日 - 2010年（平成22年）1月14日：東京高等裁判所長官[2]
- 2010年（平成22年）1月15日：最高裁判所判事[2]
- 2012年（平成24年）12月16日：最高裁判所裁判官国民審査において、罷免を可とする票4,661,824票、罷免を可とする率8.07%で信任[3]。
- 2015年（平成27年）2月14日：定年退官[2]
- 2016年（平成28年）4月29日：春の叙勲で旭日大綬章を受章[4]。

## 主な担当事件

### 東京高裁部総括判事として
- 2004年（平成16年）9月27日、藤沢放火殺人事件の控訴審で第11刑事部の裁判長として被告人に懲役15年の判決（第一審・横浜地裁の無罪判決を破棄・自判）を言い渡した[5]。

- 2004年（平成16年）10月29日、群馬女子高生誘拐殺人事件の控訴審で第11刑事部の裁判長として[6]被告人に死刑判決（第一審・前橋地裁の無期懲役判決を破棄・自判）を言い渡した[7]。被告人（後に死刑囚）は最高裁判所へ上告しなかったため死刑が確定し[8]、法務省（法務大臣：鳩山邦夫）の死刑執行命令により2008年（平成20年）4月10日に東京拘置所で死刑を執行された[9]。

- 2006年（平成18年）5月29日、オウム真理教元教祖の松本智津夫（麻原彰晃）の裁判で東京高裁が控訴趣意書の提出遅延を理由として控訴棄却を行なったのは不当とする弁護側の異議申し立てに関する審理を裁判長として担当。2006年3月30日に出された異議申し立てを棄却する決定を下した[10]。